# Wakefield, Québec
Wakefield är en ort i provinsen Québec i Kanada, till 1975 en bykommun (municipalité de village), därefter en del av kommunen La Pêche. Den ligger i regionen Outaouais, i den sydöstra delen av landet, 30 km norr om huvudstaden Ottawa.